# Deelemania
Deelemania is een geslacht van spinnen uit de familie hangmatspinnen (Linyphiidae).

## Soorten
De volgende soorten zijn bij het geslacht ingedeeld:
- Deelemania gabonensis Jocqué, 1983
- Deelemania malawiensis Jocqué & Russell-Smith, 1984
- Deelemania manensis Jocqué & Bosmans, 1983
- Deelemania nasuta Bosmans, 1988